# کیسی مورفی
کیسی مورفی (انگلیسی: Casey Murphy؛ زادهٔ ۲۵ آوریل ۱۹۹۶) بازیکن فوتبال زن اهل ایالات متحده آمریکا است.
وی همچنین در تیم‌های ملی فوتبال زیر ۲۳ سال زنان ایالات متحده آمریکا و زنان ایالات متحده آمریکا بازی کرده است.